# Embraer E-Jet

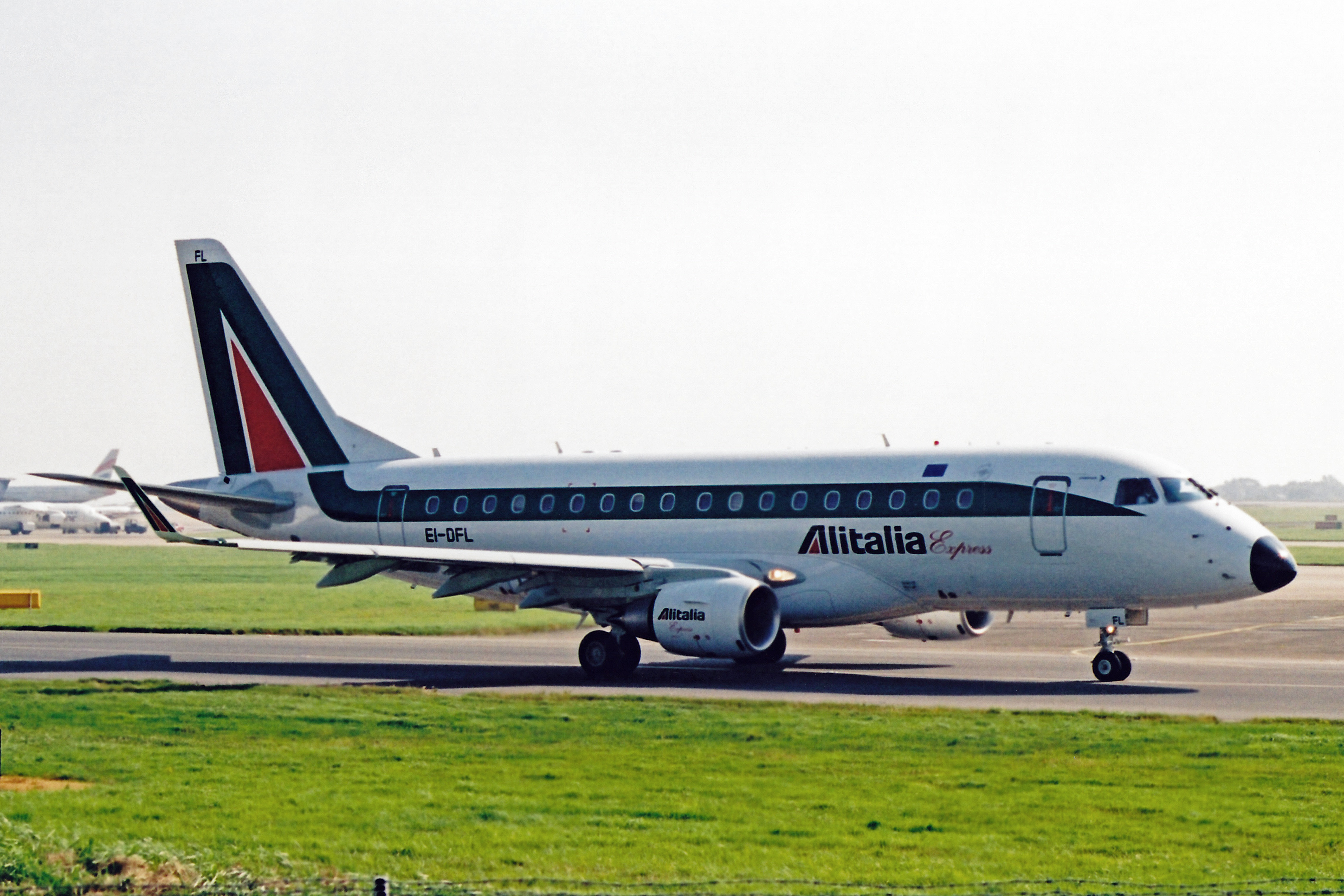
Embraer E170 společnosti Alitalia Express

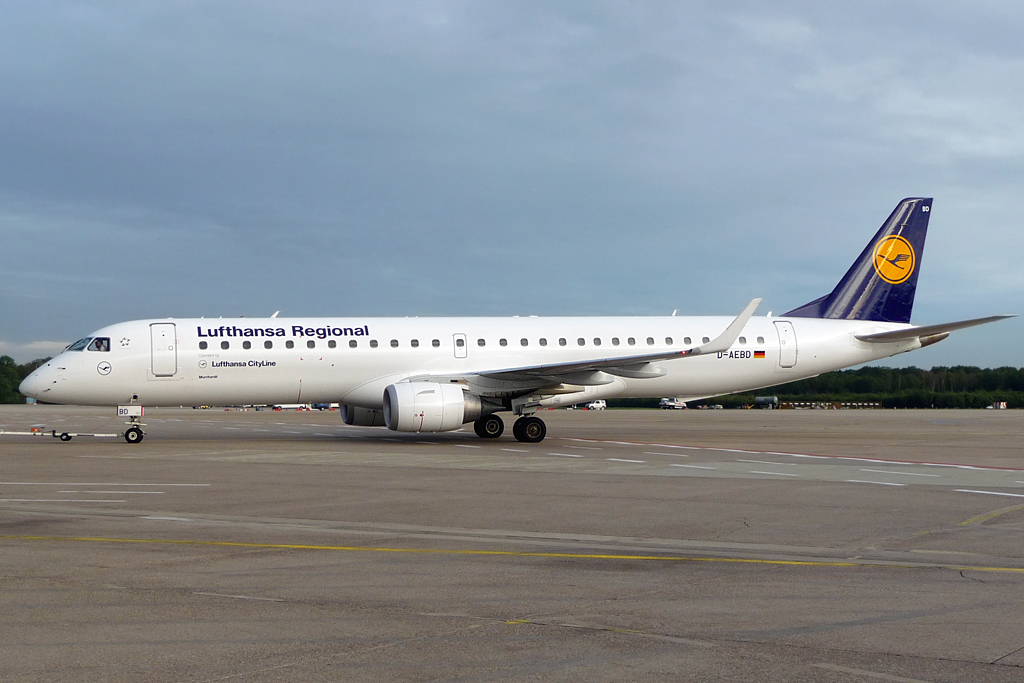
Lufthansa Regional E195LR.

Embraer E-Jet je série úzkotrupých regionálních dvoumotorových proudových dopravních letounů od brazilské firmy Embraer. Veřejnosti byly představeny na Pařížském aerosalonu roku 1999 a výroba se rozběhla v roce 2002. V roce 2011 výrobce Embraer oznámil modernizovanou generaci označenou E-Jet E2, jejíž provoz bude díky novým motorům a křídlům ekonomičtější.

## Verze

### E170 a E175
Letadla Embraer E170 a E175 jsou ty menší v sérii Embraer E-Jet, uvnitř je kapacita přibližně 80 míst. Po úspěchu verze E170 s dvojicí dvouproudových motorů General Electric CF34-8E po 62,28 kN tahu, která byla zalétána  (imatrikulace PH-XJE) v roce 2002, Embraer o něco letadlo prodloužil a zavedl verzi E175, jejíž prototyp poprvé vzlétl v roce 2003.

### E190 a E195
Vývoj Embraeru ERJ-190 (Embraer Regional Jet) byl zahájen v roce 1999. Vychází z menšího modelu ERJ-170 s nímž se shoduje z 89%. Jedinými významnými změnami jsou o 6,34 metru delší trup, 2,72 metru větší rozpětí křídla, výkonnější motory General Electric CF34-10E o tahu 82,30 kN a větší vodorovné a svislé ocasní plochy. Poprvé vzlétnul 12. 3. 2004 z továrního letiště v Sao Paulu. Prvním zákazníkem typu se staly americké nízkonákladové aerolinky JetBlue, které objednaly 100 letadel a na dalších 100 si zajistily předkupní práva a také švýcarský Crossair. Ten projevil zájem o 30 letadel (po sloučení se Swissairem objednávku zrušil). JetBlue zařadily první ERJ-190 do své flotily 13. 9. 2005. EMB-190 se stal rychle velmi úspěšným. Roli v tom hrály zejména jeho nízké provozní náklady a také načasování začátku jeho prodeje. V době, kdy přišel na trh potřebovaly aerolinie nahradit starší, kapacitně obdobné typy, jako Avro RJ100 (BAe 146-300), Fokker 100, Boeing 737-200 nebo Tupolev Tu-134. Do května 2014 již bylo dodáno 670 EMB-190 a na dalších několik desítek má výrobce pevné objednávky.
Embraer vyvinul ještě delší verzi označenou ERJ-195, pro maximálně 108 cestujících. Ta vykonala první let 7. 12. 2004 . První sériový letoun převzala britská společnost FlyBe 1. 9. 2006.
Dále brazilský výrobce nabídl verzi označenou Lineage 1000, což je VIP verze pro 19 cestujících vycházející z ERJ-190. První převzal šejk Aamer Abdul Jalil Al Fahim ze Spojených arabských emirátů 7. 5. 2009. Lineage 1000 je na Blízkém Východě populární, ze 20 vyrobených letadel (do konce roku 2013) jich 7 bylo dodáno do této oblasti.

#### E195X
Plánován byl i vývoj verze E195X určené pro 130 cestujících. O tu projevily zájem American Airlines v roce 2010. Plánovali ji jako náhradu za McDonnelly Douglas MD-80. Výpočty ale ukázaly, že E195X by měl daleko menší dolet, než požadovaly American Airlines, tak Embraer dále ve vývoji nepokračoval. Firma Embraer nabízí typy 190 a 195 ve třech verzích označených:
- STD – standardní základní model
- AR – se zvýšenou maximální vzletovou hmotností o 740 kg
- LR – s prodlouženým doletem o 558 km

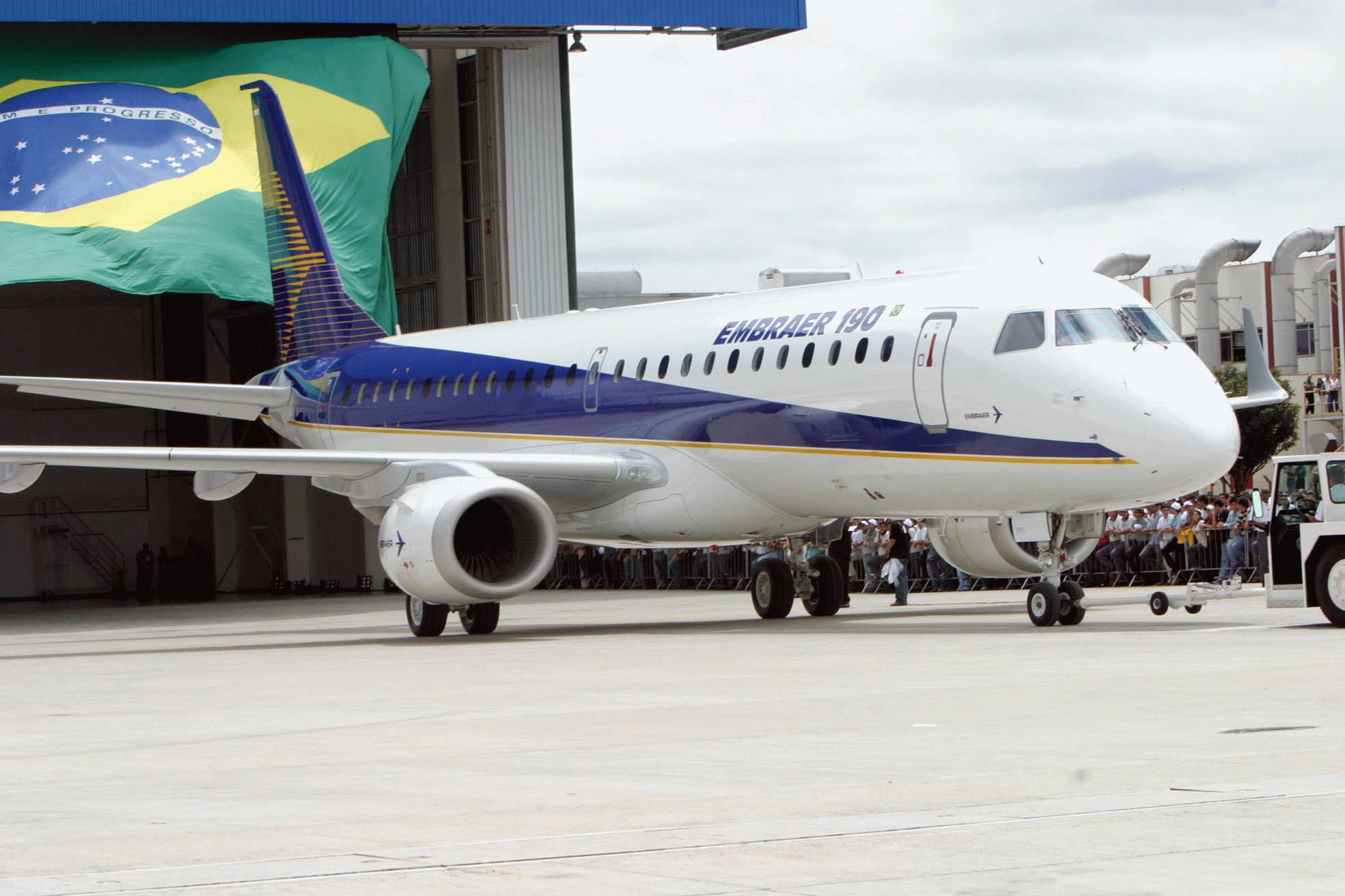
Prototyp Embraeru 190

### E-Jet E2

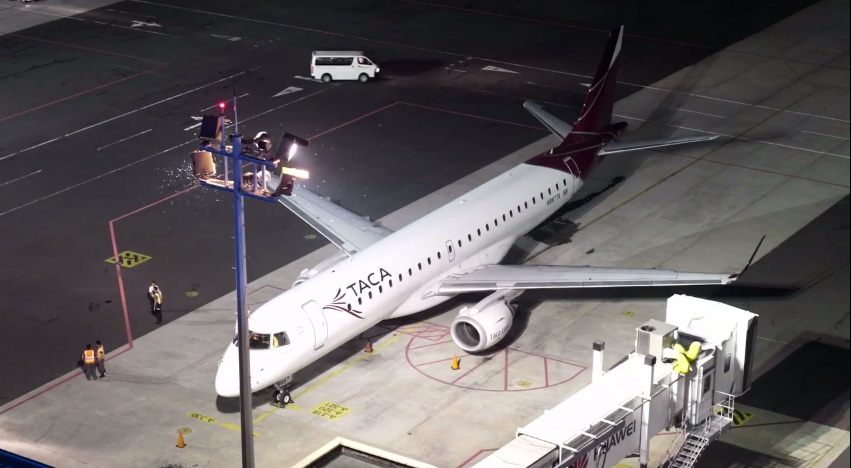
Embraer E190 letecké společnosti TACA

V roce 2013 oznámil výrobce vývoj druhé generace Embraerů 175/190/195 označené E-Jet E2. Další generace Embraerů bude vybavena novou avionikou, motory Pratt & Whitney PW1000G a novým křídlem. Typická kapacita rovněž nové kabiny cestujících bude 88 sedadel u E-175-E2, 106 sedadel u E-190-E2, 132 sedadel u E-195-E2, čili o 20% více než u nyní vyráběných modelů.

## Specifikace
| Varianta                   | E-170               | E-175               | E-190               | E-195               |
| -------------------------- | ------------------- | ------------------- | ------------------- | ------------------- |
| Motory                     | 2                   | 2                   | 2                   | 2                   |
| Posádka v kokpitu          | 2                   | 2                   | 2                   | 2                   |
| Sezení, dvě třídy          | 66 míst             | 78 míst             | 96 míst             | 100 míst            |
| Sezení, jedna třída        | Max 78 míst         | Max 88 míst         | Max 114 míst        | Max 124 míst        |
| Délka                      | 29,90 m             | 31,68 m             | 36,24 m             | 38,65 m             |
| Rozpětí                    | 26,00 m             | 26,00 m             | 28,72 m             | 28,72 m             |
| Výška                      | 9,67 m              | 9,67 m              | 10,57 m             | 10,57 m             |
| Dolet                      | 3 982 km            | 4 074 km            | 4 537 km            | 4 260 km            |
| MTOW                       | 38 600 kg           | 40 370 kg           | 51 800 kg           | 52 290 kg           |
| Dostup                     | 12 500 m            | 12 500 m            | 12 500 m            | 12 500 m            |
| Hmotnost prázdného letounu | 21 141 kg           | 21 890 kg           | 27 837 kg           | 28 667 kg           |
| Max. paliva                | 9 335 kg            | 9 335 kg            | 12 971 kg           | 12 971 kg           |
| Max. rychlost              | Mach .82 (871 km/h) | Mach .82 (871 km/h) | Mach .82 (871 km/h) | Mach .82 (871 km/h) |